# Maculinea curiosa
Maculinea curiosa är en fjärilsart som beskrevs av Szabó 1956. Maculinea curiosa ingår i släktet Maculinea och familjen juvelvingar. Inga underarter finns listade i Catalogue of Life.